# Hysterangiaceae
Hysterangiaceae es una familia de hongos del orden Hysterangiales. Las especies de la familia están ampliamente distribuidas en las zonas templadas y los trópicos. Según una estimación de 2008, la familia contiene cuatro géneros y 54 especies.

## Géneros
Contiene los siguientes géneros:
- Aroramyces
- Boninogaster
- Circulocolumella
- Clathrogaster
- Hysterangium